# 東部發展區
東部發展區（羅馬化：Purwānchal Bikās Kshetra）是尼泊爾的五個發展區之一，又被稱為克拉底區。東部發展區位於尼泊爾東部，面積 28456 平方公里，2011年時人口 5,811,555 人；首府設在丹庫塔；丹庫塔同時也是丹庫塔區的政府所在地。

## 歷史
1961年4月13日，時任尼泊爾國王馬亨德拉將境內的35個區劃分為75個區，又設14個專區下轄區級行政區；1972年，又在14個專區之上加設4個發展區，東部發展區是其中之一。
2015年9月20日，在宣布新的《尼泊尔宪法 2015》时，所有發展區被廢除。

## 行政區劃
該地區在行政上被劃分為3個區和16個縣。每個區包含4個或更多的縣。各區被劃分為市鎮和村發展委員會。
- 梅吉專區（मेची अञ्चल）
  - 塔普勒瓊縣（ताप्लेजुङ जिल्ला）
  - 潘奇塔爾縣（पाँचथर जिल्ला）
  - 伊拉姆縣（इलाम जिल्ला）
  - 查巴县（झापा जिल्ला）
- 戈希專區（कोसी अञ्चल）
  - 桑库瓦沙巴县（सङ्खुवासभा जिल्ला）
  - 德哈土姆县（तेह्रथुम जिल्ला）
  - 博杰普尔县（भोजपुर जिल्ला）
  - 丹库塔县（धनकुटा जिल्ला）
  - 莫朗县（मोरङ जिल्ला）
  - 逊沙里县（सुनसरी जिल्ला）
- 薩加瑪塔專區（सगरमाथा अञ्चल）
  - 索卢坤布县（सोलुखुम्बु जिल्ला）
  - 科塘县（खोटाङ जिल्ला）
  - 奥卡尔东加县（ओखलढुङ्गा जिल्ला）
  - 乌代普尔县（उदयपुर जिल्ला）
  - 萨普塔里县（सप्तरी जिल्ला）
  - 锡拉哈县（सिराहा जिल्ला）